# Morgan le Fay (Marvel Comics)
Morgan le Fay es una supervillana que aparece en los cómics estadounidenses publicados por Marvel Comics. El personaje, creado por Stan Lee y Joe Maneely, se basa libremente en Morgan le Fay de la leyenda del Rey Arturo. En esta versión de la personaje, ella es la hermanastra del homenajeado Rey Arturo. Su herencia élfica le otorgó la inmortalidad, y usó este tiempo para dominar las artes místicas. Ocasionalmente trata de apoderarse del mundo. Ella ha sido una oponente de Los Vengadores, Runaways, y en la década de 1970 fue la principal villana en el cómic original Spider-Woman actuando como una enemiga de Jessica Drew, y se opuso a una reencarnación de su «antiguo enemigo» llamado Magnus. Ella es una amante del Doctor Doom y fue miembro de los Darkholders.
La personaje fue interpretado por Jessica Walter en la película para televisión de 1978 Dr. Extraño. Por su parte, Elizabeth Hurley interpreta a la bruja inmortal en la tercera temporada de la serie de televisión Runaways, parte del Universo cinematográfico de Marvel.

## Historial de publicación
Morgan le Fay apareció por primera vez en Atlas Comics en Black Knight # 1 (mayo de 1955), escrito por Stan Lee e ilustrado por Joe Maneely. Fue presentada por primera vez en Marvel Comics en Spider-Woman # 2 (mayo de 1978).

## Biografía del personaje ficticio

### Edad Media
Morgan Le Fay nació en el castillo de Tintagel, en Cornwall, Inglaterra, en los días de Camelot, en el siglo VI d. C.. Se convirtió en una alta sacerdotisa, y la líder del culto del siglo sexto de Darkhold, así como la reina de Gorre (una sección de Gran Bretaña). Ella y el resto del culto utilizaron el Darkhold para convocar a su autor Chthon. Cuando descubrieron que no podían controlarlo, sellaron al dios oscuro en la Montaña Wundagore. En este momento, convencida de que Morgan estaba completamente corrompida por el mal, su aprendiz y amante, Magnus, el Hechicero, le robó el Darkhold. Ella junto con su amante, Mordred, era un enemigo para el original Caballero Negro.
Durante este tiempo, Morgan Le Fay fue visitada por un supervillano del futuro llamado Doctor Doom para alistar su ayuda en su intento de arrebatar a su madre, Cynthia Von Doom, del infierno. Le Fay aceptó con la condición de convertirse en la general de su ejército, y que la ayudara y a sus guerreros no muertos de la espada Excálibur contra su medio hermano, el rey Arturo. Iron Man eventualmente derrotó a Le Fay, lo que la hizo huir a otro reino. Juró vengarse de Iron Man y se comprometió a ver al héroe muerto.

### Conflicto con la era moderna
Morgan Le Fay primero proyecta su forma astral de su cuerpo físico en el siglo VI d. C. hasta nuestros días. Mentalmente dominó "Slapper" Struthers, transformándolo en lo sobrehumano Excaliber, y lo dirigió para recuperar el Darkhold de Magnus. Cuando fracasó, ella envió a su forma astral para obtener el Darkhold del Hombre Lobo, y fue derrotado por Spider-Woman y Magnus. Impresionado por su valía en la batalla, Morgan intentó alistar a Spider-Woman en su servidumbre eterna, pero se le negó. En busca de venganza, ella comenzó a atormentar a Spider-Woman con alucinaciones, pero Magnus llegó a su ayuda, y el cuerpo físico de Le Fay fue destruido en combate con forma astral de Spider-Woman. Sin embargo, ella fue capaz de bloquear forma astral de Spider-Woman de su cuerpo físico, y trató de tomar posesión de ella por sí misma. Ella fue frustrada por Los Vengadores, Magnus, el Doctor Extraño y la Sábana Santa en una batalla en el plano astral.
Luego, Morgan intentó poseer el cuerpo de Lisa Russell, pero fue rechazado por Iron Man. Entonces, Morgan se ha aliado con el Mordred Maligno. Ella envió a Dreadknight, Balor, y otros monstruos celtas del inframundo contra el Caballero Negro y el Doctor Extraño. Ella trató de convertir la Tierra en una dimensión gobernado por la magia negra.

### Vengadores Reunidos
El uso de los monstruos de la mitología nórdica, que ella ha usado y Mordred atrajo a la Bruja Escarlata (y un equipo de Vengadores) para Tintagel en Cornualles. Allí, ella secuestró a la Bruja Escarlata y usó sus poderes realidad-deformación a "cerrar la brecha" entre su magia élfica y un dispositivo asgardiano con el fin del mundo conocido como la Espada Crepúsculo. El uso de la espada, se rehízo la realidad: el mundo era ahora una Edad Media equivalente de sí mismo, excepto que gobernó el mundo, y lo había hecho por algún tiempo. Sin embargo, los Vengadores intervinieron y liberaron a la Bruja Escarlata, negando así el hechizo original los otros se basaron en, y la restauración de realidad.
Doctor Doom se revela en una relación romántica / sexual con Le Fay, viajando hacia el pasado con el fin de llevar a cabo de enlaces con ella. Le Fay ha dicho a la condenación para traerla de vuelta algo "de valor" como un regalo la próxima vez que viene a su tiempo o no volver a todos. Más tarde regresa, pidiendo su ayuda en la creación de un ejército de leales guerreros en humano. Ella le pregunta lo que recibe a cambio, a la que la condenación le pregunta lo que quiere, a la que su respuesta es actualmente desconocido como la condenación reaparece en el presente con su ejército de Seres sin Mente. Más tarde, Le Fay se ve tristemente mirando por la ventana de la devolución de la condenación, que ha sido derrotada y encarcelada por los Poderosos Vengadores.

### Dark Reign
Durante el Dark Reign, Morgan aparece en los Vengadores Oscuros como el primer enemigo del equipo. Ella usó un hechizo para mirar hacia el futuro y fue testigo de la formación de la Camarilla. Ella viajó de alguna manera en el futuro con un ejército de demonios. Al principio, trataron de matar a la condenación cuando ella era un niña, pero luego decidió seguir adelante varias décadas, por lo que la condenación podía saber del todo por qué iba a matar él, la elección después de la invasión Skrull, y comprometida de Doom en combate mágico. Como la condenación comienza a perder, un soldado de H.A.M.M.E.R. llama Osborn, y los Vengadores Oscuros llega para rescatar a la condenación. Sentry arranca la cabeza, pero posteriormente con violencia reapareció en su lugar, y tomó el control del nuevo Spider-Man, que atacó a Ares. Ella es asesinada de nuevo por el nuevo Hawkeye, pero vuelve a aparecer de nuevo. Ella y sus demonios se ven luchando contra los Vengadores Oscuros, mientras que Doom y Iron Patriot viajan atrás en el tiempo para matarla en su propio tiempo. Sin embargo, cuando llegan, después de un asalto fallido mágico sobre los dos hombres (debido a la una considerable cantidad de hierro en sus trajes de armadura, la única sustancia sus encantamientos hadas no pueden afectar), ella revela a Osborn de su conocimiento que la condenación planea traicionar a ella y que si la matan, entonces afectará propia tabla de salvación de la condenación, alegando la condenación será caer a su naturaleza y traicionar a Osborn; Destino responde al cantar un hechizo de un lenguaje que incluso ella no posee el conocimiento para enviar por la fuerza a la bruja en su propio caldero encantado, a pesar de sus gritos y súplicas. Aunque Morgan vive, ella es enviada a 1.000.000 aC donde huye de una tribu de hombres de las cavernas que luchan contra un Tyrannosaurus. Doctor Doom restaura mágicamente a Latveria y los Vengadores Oscuros revividos regresan a América.

### Mundo de Vengadores
Después de haber sido liberada por su hija Caroline le Fay de su propio caldero mágico en el que Doom la atrapó, Morgan le Fay se apoderó de una ciudad de los Muertos debajo de Velletri, Italia, una necrópolis mística de la cual hay muchas ciudades debajo de Europa. Desde aquí lanzó un ataque masivo con ejércitos de muertos por toda Europa.
Los Vengadores y la Euroforce unieron fuerzas para derrotarla, pero fueron fácilmente dominados por las hordas de muertos. Sebastian Druid trató de ayudar a los héroes, pero fue asesinado por le Fay poco después de llegar a la ciudad. Sin embargo, matar a Druid funcionó en contra de los planes de Morgan. Se convirtió en un fantasma de la ciudad que, siendo uno de ellos, permitió que su magia funcionara, haciendo retroceder a los ejércitos a sus respectivas necrópolis, debilitando gravemente a le Fay. Los Vengadores y la Euroforce procedieron a golpearla, obligándola a retirarse.

### Reina del Otro Mundo
Morgan le Fay más tarde resurgió y planeó conquistar Camelot en el Otro Mundo, pero cuando las flores de Krakoa llegan al Otro Mundo para formar una Puerta de Entrada a Krakoa, infectó a Camelot, lo que hizo que le Fay encontrara una manera de destruirlo. Para lograr esto, ella necesitaba terminar con los "Witchbreed", quienes eran los responsables de esto. Después de que Brian Braddock y su hermana gemela, Betsy Braddock vinieran a arreglar el Gateway, le Fay los detuvo y tomó el control de Brian, lo que hizo que se volviera contra su hermana. Sin embargo, logró darle a Betsy su amuleto, lo que le permitió escapar. Morgan luego se alió con el Coven Akkaba para lidiar con los Witchbreeds.

## Poderes y habilidades
Morgan le Fay posee una afinidad natural por fuerzas mágicas que es el resultado de su estructura genética-medio de las hadas. Ella posee un intelecto superdotado, y como exalumno de Merlín y siglos de estudio, que es considerada una de las más grandes brujas de la historia de la Tierra. Sus poderes mágicos se derivan de tres fuentes principales. Debido a su herencia de las hadas que posee poderes personales innatas, como la capacidad de controlar las mentes; ella también posee habilidades que todos los humanos tienen potencial, como la capacidad de participar en la proyección astral. Ella también tiene la capacidad de las hadas para manipular energía mística, a menudo a través de hechizos y encantamientos de la antigua origen celta, una habilidad que ha perfeccionado a través de la práctica. Finalmente, ella tiene habilidades como alta sacerdotisa de la diosa de la Tierra (Gea) invocando su nombre celta, Danu.
No todos los poderes de Morgan se han documentado hasta el momento. Se sabe que se puede manipular místicamente tanto el entorno natural de la Tierra y el medio ambiente del plano astral en la que una vez existió. Ella puede lanzar ilusiones, pernos místicas del proyecto (que puede afectar a los seres físicos y objetos, incluso cuando está en forma astral), crean escudos de fuerza místicas y eliminan los espíritus de sus cuerpos y colocan esos espíritus bajo su control. Cuando está en forma física, puede volar y cambiar su forma a otras personas o animales (tanto reales y míticos). Ella también tiene poderes curativos que ella podría haber utilizado en su antiguo enemigo el rey Arturo en el transporte de él para Otro Mundo.
Morgan también puede aprovechar y manipular poderosas energías mágicas para poderosas hazañas de magia sin tener que impuestos sobre sus habilidades mágicas normales, como cuando se utiliza el poder de las Piedras Norn y el Crepúsculo Espada para reestructurar la realidad, pero es necesario que la Bruja Escarlata salvar su herencia Faerie a la magia de Asgard. Morgan ha utilizado las Bandas Carmesí de Cyttorak de obligar al Doctor Extraño y Balor. Ella también es capaz de viajar en el tiempo.
Morgan es prácticamente inmortal. Su espíritu ha restaurado su cuerpo físico en las diversas veces que se ha destruido.
Debido a su naturaleza híbrida (mitad humano y mitad hada), Morgan Le Fay tiene la vulnerabilidad del hada de "hierro frío" o acero. Estos materiales pueden causarle daño tanto en su forma física y astral.
En New Avengers # 53, El Ojo de Agamotto apareció a Morgan ya que la consideraba un posible reemplazo para el Doctor Extraño como Hechicero Supremo.

## Otras versiones

### Era de Ultron
Durante la Era de Ultron, Wolverine y los planes de la Mujer invisible para matar a Henry Pym para evitar la creación de Ultron causó una realidad alternativa en la que Morgan le Fay había conquistado medio mundo tras una guerra entre Asgard y Latveria y la magia ha superado la tecnología. Morgan le Fey ataques posteriores con un enjambre de mágicamente con motor Doombots. Los defensores luchan con Iron Man de controlar cientos de zánganos y acusando a Morgan le Fay de haber enviado los viajeros del tiempo atrás en el tiempo. Ella afirma la inocencia y luego señala a Iron Man cómo un par de Helicarriers se estrellaba en el corazón de la ciudad de Nueva York.

### Weirdworld
Durante la historia de Secret Wars, Morgan le Fay fue rescatado por el Dios Emperador Doom e hizo la baronesa del dominio del Battleworld de Weirdworld bajo el alias de la Bruja Reina le Fay. Ella es servida por Magma Men de Crystallium. Morgan le Fay y sus fuerzas ganaron un enemigo en Arkon que le había robado muchas veces. Más tarde contrató a Cráneo el Asesino para deshacerse de Arkon. Durante la lucha entre las fuerzas de Morgan le Fay y las fuerzas de la Reina del Pantano, una variación de Jennifer Kale que gobernó los Hombres Cosa de Weirdworld. Battleworld se vino abajo y ninguno de los bandos salió victorioso. Weirdworld de alguna manera terminó en la Tierra-616 en el Triángulo de las Bermudas.
Morgan le Fay fue informada por su subordinado Warg que una niña llamada Rebecca Rodríguez se apoderó de la semilla de Wuxian y que Goleta, la matón de los magos, mató a Ogeode. El Magma Man Moltar le dijo a Morgan le Fay que sus fuerzas están listas para atacar al Ejército de la Reina del Pantano en las Montañas Fang. Mientras todavía quería poner sus manos sobre la semilla de Wuxian, Morgan le Fay le dijo a Moltar que desviara las fuerzas para perseguir a Rebecca Rodriguez y Goleta el Mago Asesino. Morgan le Fay luego desató un Magma Man llamado Mammoth Inferno para atacar a la Forja del Gran Mecánico. Su historia de fondo se reveló que fue vendida como esclava al ser llevada a Weirdworld. Ella superó la esclavitud con la ayuda de Elizabeth y Nakia la Gran Mecánica. Esto llevó a Morgan le Fay a crear el Reino de la Antorcha.
En el momento en que se estaban escondiendo de la creación de Paciente Zero, Itsy Bitsy, Spider-Man y Deadpool ayudaron a los Bogswaggers de Bathsalthia a escapar de las fuerzas de Morgan le Fay.
Cuando la Compañía de Energía Roxxon abrió un portal a Weirdworld, trabajaron en un proyecto que involucraba la recolección de magia mientras luchaban con los invasores Skrullduggers. Cuando él, Angel y Blake se abrieron paso por el puesto de avanzada de Roxxon donde se refugian tres ingenieros y seis soldados, el Arma H descubre que la magia que están recolectando proviene de Morgan le Fay. Después de decirle a Arma H que no escuchara las mentiras de Angel, Morgan le Fay reveló parte de su historia de fondo a Weapon H y cómo encontró una manera de domesticar a los Skrullduggers hasta que Roxxon invadió, tomó a su cautiva, destruyó su palacio e hizo que los Skrullduggers corrieran. salvaje. Mientras Angel intenta evitar que Arma H y Blake caigan bajo el control de Morgan le Fay, Morgan los hipnotiza cuando afirma que puede curar a Blake y revela la identidad completa de Claypon Cortez con Arma H. El Dr. Espinoza luego hace que Granville abra la puerta para que entren los Skrullduggers. Después de que Arma H bloqueara a los Skrullduggers, Morgan le Fay expone el hecho de que Angel es en realidad un clon de la Viuda Negra que usa un Inducción de Imagen y afirma que el Capitán América la envió. espiar el Arma H. Aún bajo el control de Morgan, Arma H que recupera el control de los Skrullduggers. Después de destruir las instalaciones, Morgan le Fay dirige a un Arma H y a los Skrullduggers controlados mentalmente para que tomen el control del mundo. Morgan le Fay llega a la aldea de Inaku con un Arma H y los Skrullduggers controlados mentalmente, donde revela a Korg y Titania que tiene el Arma H bajo su control, además de ser la reina del Inaku. Morgan le Fay instruye al Protector Hara para que ayude a Arma H y los Skrullduggers a atacar a los que fueron enviados por Roxxon. Cuando la pistola que maneja el Dr. Espinoza va a explotar, Morgan le dice a Viuda Negra que no sabe ningún truco para deshacerla. Después de que Dario Agger desarma el arma, Morgan le Fay hace un ataque mágico contra él. Ella se sorprende cuando él se transforma en Minotauro. Después de una breve pelea entre el Arma H y el Minotauro, ambos escapan para gran consternación de Morgan le Fay. Los Inaku luego elogian a Morgan le Fay como la Reina del Mundo Extraño.

## En otros medios

### Televisión
- Una versión anciana de Morgan le Fay aparece en The Super Hero Squad Show, en el episodio "¡Madre de la condenación!". Fue vista en la dimensión de Chthon hablando con Cynthia "Coco" Von Doom y la madre de Galactus.
- Morgan le Fay aparece en la tercera temporada de Ultimate Spider-Man: Web Warriors, en el episodio "Noche de Halloween en el Museo"[43] (un crossover con Jessie), con la voz de Grey DeLisle.[44] Ella es liberada accidentalmente de su encarcelamiento en la armadura en el museo por Jessie Prescott y los niños Ross (Emma, Luke, Ravi y Zuri) cuando visitan el museo. Ella planea reclamar la espada y provocar el fin del mundo. Spider-Man viene en su ayuda y Morgan le Fay trae las exposiciones a la vida (que consisten en un esqueleto, el esqueleto de un Tyrannosaurus, un Triceratops, dos estatuas de cera de hombres de las cavernas y una estatua gigante de una lombriz), mientras que convierte a un Jack-o'-lantern en un poderoso villano. Después de la pelea con Jack O'Lantern y la evasión de algunas exposiciones, Morgan le Fay hace otro intento con la espada donde ella transforma a la señora Kipling en un dragón. Morgan le Fay ataca a Jessie y utiliza la espada para combatir contra Le Fay. Después de volar la espada de las manos de Jessie, Morgan le Fay agarra la espada con el fin de borrar el sol y llegar a ser la verdadera heredera de Camelot. Después, Ravi recupera el control de la señora Kipling para detenerla, y Jessie coloca la espada de nuevo en la armadura, aprisionando a Morgan le Fay, volviendo todo a la normalidad.
- Morgan le Fay aparece en la cuarta temporada de Avengers: Secret Wars, en el episodio "Un mundo extraño", nuevamente con la voz de Grey DeLisle.[45] En el dominio del Battleworld de Mundo Extraño que ella gobierna, Morgan le Fay manipula a Bruce Banner para que cace a Hulk después de que Beyonder los separara. Morgan le Fay planea aprovechar la energía gamma de Hulk para tomar el control de Battleworld. Con la ayuda de Black Widow y Capitana Marvel, así como la fusión con Bruce Banner y Hulk, Bruce puede defenderse de Morgan le Fay y sus jinetes y escapar.
- Morgan le Fay hizo su debut en el Universo cinematográfico de Marvel en la tercera temporada de la serie de Hulu Runaways, interpretada por Elizabeth Hurley.[46] Esta versión es una poderosa hechicera de la leyenda artúrica que quedó atrapada en la Dimensión Oscura y la líder de un aquelarre de brujas que había tratado de seducir a Nico Minoru para que aceptara sus habilidades Wiccan y se uniera a ellas para que Morgan le Fay pudiera conquistar el mundo.[47] Después de engañar a Nico para que la liberara de la Dimensión Oscura, Morgan le Fay obtuvo el Darkhold en sus manos, cautivó al padre de Nico, Robert, se hizo cargo de su compañía WIZARD, usó sus Corvus WizPhones para construir un ejército de esclavos para ayudarla, y repetidamente intentó robarle el Bastón de Uno a Nico. Sin embargo, Runaways y Pride frustraron sus planes mientras la madre de Nico, Tina, re-desterró a Morgan le Fay a la Dimensión Oscura.
- Morgan le Fay aparece en el episodio de Marvel Future Avengers, "Out of Time", con la voz de Kairi Satake en la versión japonesa y de Laura Bailey en el doblaje en inglés.

### Cine
- Morgan Le Fay aparece en la película Dr. Extraño, de 1978, interpretada por Jessica Walter.

### Videojuegos
Morgan le Fay aparece en Lego Marvel Super Heroes 2, con la voz de Kate O'Sullivan. En una misión adicional narrada por Gwenpool, el Rey Arturo y Merlín van al Castillo Garret para matar a un dragón para mejorar la imagen del Rey Arturo, solo para vencer a un dragón falso creado por Morgan le Fay que era parte de su última trama para tomar el trono de su medio hermano. El Rey Arturo y Merlín tuvieron que vencer a Morgan le Fay, un ejército de esqueletos animados y a Sentry-459. 